# Турбунеэме
Ту́рбунеэме (эст. Turbuneeme), ранее также Ту́рбонеме, Ту́рбанеэме (эст. Turbaneeme) и Ту́рбунеме — деревня на севере Эстонии в волости Куусалу, уезд Харьюмаа.

## География и описание
Деревня расположена на восточном берегу полуострова Пяриспеа, на территории национального парка Лахемаа. В деревне есть порт. 

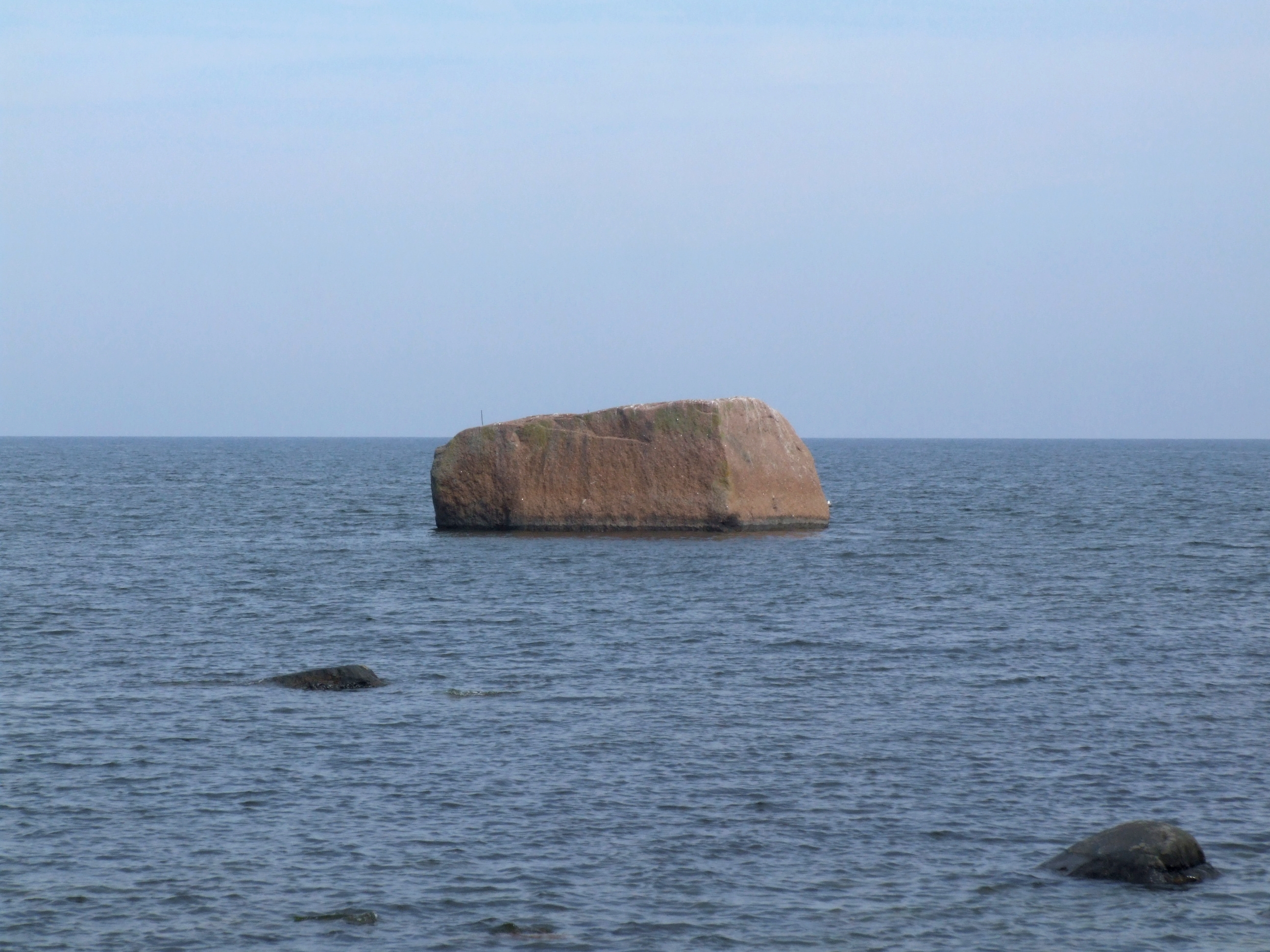
Валун Пайнува в деревне Турбунеэме

На территории Турбунеэме, в море недалеко от берега, находится валун Пайнува — седьмой по величине эрратический валун Эстонии, природоохранный объект. Его объём составляет 340 м³. 
Климат умеренный. Официальный язык — эстонский. Почтовый индекс — 74707. Высота над уровнем моря — 16 метров.

## Население
По данным переписи населения 2021 года, в Турбунеэме проживали 43 человека, из них 42 (97,7 %) — эстонцы.
Численность населения деревни Турбунеэме по данным переписей населения:
| Год  | 1959 | 1970 | 1979 | 1989 | 2000 | 2011 | 2021 |
| ---- | ---- | ---- | ---- | ---- | ---- | ---- | ---- |
| Чел. | 92   | ↘ 77 | ↗ 80 | ↗ 94 | ↘ 16 | ↗ 23 | ↗ 43 |

## История
В письменных источниках 1694 года упоминается Turbanem ~ Urbanem (мыс), 1699 года — Turbo Nehm, 1732 года — Turboneme (деревня), 1739 года — Turbonehm, 1770 года — Turbanem, 1797 года — Turbane, 1798 года — Turbonem, 1940 года — Turbinieme. В русских источниках 1900 и 1913 годов упоминается такое название деревни, как Турбонеме. В источниках 1920 и 1930 годов деревня записана как Турбанеэме (эст. Turbaneeme).
Турбунеэме в народе делится на три части: Ахьюотс (эст. Ahjuots — «Печной конец»), Лыукаотс (эст. Lõukaots — «Очажный конец») и Прассиотс (эст. Prassiots — «Разгульный конец»).